# José Gislon
José Gislon OFM Cap. (ur. 23 lutego 1957 w Ibirama) – brazylijski duchowny katolicki, biskup Caxias do Sul od 2019.

## Życiorys
W 1978 wstąpił do zakonu kapucynów i w tymże zgromadzeniu 24 listopada 1987 złożył śluby wieczyste oraz przyjął święcenia diakonatu. 28 maja 1988 otrzymał święcenia kapłańskie. Był m.in. mistrzem postulatu, definitorem i ekonomem prowincjalnym, przełożonym prowincji oraz definitorem generalnym zakonu.
6 czerwca 2012 papież Benedykt XVI mianował go biskupem diecezji Erexim. Sakry biskupiej udzielił mu 3 sierpnia 2012 arcybiskup Orlando Brandes.
26 czerwca 2019 papież Franciszek mianował go ordynariuszem Caxias do Sul.